# Sommières-du-Clain

Sommières-du-Clain este o comună în departamentul Vienne, Franța. În 2009 avea o populație de 805 de locuitori.